# 大日本帝国憲法第29条
大日本帝国憲法第29条（だいにほんていこくけんぽう だい29じょう）は、大日本帝国憲法第2章にある、言論、出版、集会、結社の自由について規定する条文である。

## 現代風の表記
日本国民は、法律の範囲内において、言論、著作、印行、集会及び結社の自由を有する。

## 解説
「印行」とは一般に印刷発行の意であり、出版の意味で用いられている。
いわゆる表現の自由の一部としての言論・出版・集会などについて、一般に自由権としての権利を認めるものであり、また同時にそれらの権利は法律によって制限を課されることがあることを規定したものでもある。

## 関連条文
- 日本国憲法第21条